# Born Pink
Born Pink — второй корейский студийный альбом южнокорейской гёрл-группы BLACKPINK. Релиз альбома состоялся 16 сентября 2022 года лейблами YG Entertainment и Interscope. Расположился на 19 месте в списке лучших кей-поп-альбомов журнала Billboard.

## Предыстория
7 марта 2022 года участница группы Дженни Ким приняла участие в развлекательном шоу «The Game Caterers», посвящённом артистам лейбла YG Entertainment, где сообщила, что они работают над новой песней.
6 июля 2022 года компания YG Entertainment объявила, что Blackpink завершают запись своего нового альбома и готовятся к съемкам музыкального видео в середине июля, чтобы выпустить его в августе. Лейбл также подтвердил, что группа отправится в крупнейшее мировое турне в истории женских групп K-pop. 31 июля YG Entertainment официально выпустил видео-трейлер альбома через официальные аккаунты группы в социальных сетях, объявив, что мировое турне начнётся в октябре, после выпуска предрелизного сингла в августе и самого альбома в сентябре. Позже лейбл подтвердил, что в поддержку альбома были сняты два музыкальных видеоклипа, как сообщается, с самым высоким бюджетом на производство музыкальных видеоклипов. 7 августа было объявлено, что предрелизный сингл альбома будет называться «Pink Venom» и его релиз состоится 19 августа.

## Запись и разработка
В интервью с журналом Rolling Stone, опубликованном 23 мая 2022 года, BLACKPINK заявили, что «они усердно работали над подготовкой альбома и готовы вернуться в гущу событий». Продюсер звукозаписи Райан Теддер, который работал с BLACKPINK над их дебютным студийным альбомом The Album, подтвердил в интервью Good Morning America, что он написал несколько песен с участницами группы Дженни и Розэ для нового альбома.

Я думаю, что одна или две из моих песен вошли в альбом из того, что мне сказали, и то, что я с ними работал над ними, я могу просто сказать, что это очень верно для их звучания. Они также участвовали в написании, так что в значительной степени я поддерживал их и их идеи.— Райан Теддер о процесса написания альбома, Good Morning America
Что касается творческого процесса и стиля песен, YG Entertainment заявили, что «большая часть музыки в стиле BLACKPINK была написана с большими усилиями в течение длительного периода времени», добавив, что «новый альбом будет включать в себя множество треков, отличающихся фирменным музыкальным стилем группы, над которым участницы группы работали очень долгое время». Лейбл также объяснил, что «название альбома „Born Pink“ отражает уверенность и чувство собственного достоинства BLACKPINK за то, что они родились другими», и что альбом соответствует репутации группы и «непревзойдённому присутствию».

## Оформление и упаковка
Стандартная версия альбома была выпущена в трёх физических форматах: бокс-сет, наборный альбом и виниловая пластинка, а также для воспроизведения и скачивания в цифровом виде. Версия бокс-сета поставляется в трёх цветах — розовый, чёрный и серый, в каждой из которых находятся упаковочная коробка, 80-страничный фотоальбом, почтовый лист, большие фотокарточки в специальном произвольном конверте, открытки, две моментальные плёнки и специальный стикер. Наборный альбом, позволяющий слушать музыку на своих смартфонах без устройства, содержит набор из двенадцати фотокарточек, лирической и кредитной бумаги, а также случайную полароидную карточку. Розовый винил представляет собой специальную версию, релиз которой состоится 30 декабря 2022 года. Четвёртый физический формат, называемый «диджипак», был анонсирован 21 августа 2022 года — он представлен в четырёх версиях, по одной для каждой участницы, и будет выпущен 16 сентября.
Сообщается, что альбом был изготовлен из низкоуглеродистой экологически чистой бумаги, сертифицированной Лесным попечительским советом, чернил на основе соевого масла и экологически чистого покрытия. Кроме того, диск в формате комплекта использует биоразлагаемый пластик (БРП), а пластик упаковки и пакета изготовлен из экологически чистой смолы, извлечённой из кукурузного крахмала.

## Коммерческий успех
18 августа 2022 YG Entertainment подтвердили, что количество предварительных заказов альбома превысило 1,5 миллиона за шесть дней, подытожив, что к дате выпуска альбома число копий достигнет от двух до трёх миллионов.
Альбом получил номинацию на премию Melon Music Awards в категории «Альбом года», одной из наиболее престижных музыкальных наград Республики Кореи.

## Список композиций
| №  | Название                           | Автор(ы)                                                   | Продюсер                                   | Длительность |
| -- | ---------------------------------- | ---------------------------------------------------------- | ------------------------------------------ | ------------ |
| 1. | «Pink Venom»                       | Teddy Danny Chung                                          | Teddy 24 R. Tee Ido                        | 3:06         |
| 2. | «Shut Down»                        | Teddy Danny Chung Vince                                    | Teddy 24                                   | 2:55         |
| 3. | «Typa Girl»                        | Bekuh Boom                                                 | Boom Dominsuk                              | 2:59         |
| 4. | «Yeah Yeah Yeah»                   | VVN Kush Jisoo Rosé                                        | Kush R. Tee VVN Ido                        | 2:58         |
| 5. | «Hard To Love (в исполнении Розэ)» | Freddy Wexler Bianca "Blush" Atterberry Max Wolfgang Teddy | Wexler Teddy Atterberry Wolfgang 24 R. Tee | 2:42         |
| 6. | «The Happiest Girl»                | Teddy Sinclair Willy Sinclair Paro                         | T. Sinclair W. Sinclair Paro 24            | 3:42         |
| 7. | «Tally»                            | Nat Dunn David Phelan Alex Oriet Brian Lee Soraya LaPread  | Dunn Phelan Oriet Lee LaPread 24           | 3:04         |
| 8. | «Ready For Love»                   | Teddy VVN                                                  | Teddy VVN 24 Kush Boom                     | 3:03         |